# Katedra w Moulins
Katedra Zwiastowania w Moulins (fr. Basilique Cathédrale Notre-Dame de Moulins) – kościół położony w Moulins.
Budowla powstała w X w. jako kościół należący do opactwa w Cluny, a dwa wieku później przeszła pod administrację opactwa w Souvigny. Po wzniesieniu w Moulins rezydencji królewskiej, pod koniec XIV rozpoczęto rozbudowę, która trwała do 1550 r. W jej efekcie powstał budynek w stylu gotyku płomienistego. W 1788 r. Ludwik XVI zdecydował o powołaniu w mieście biskupstwa, co jednak zostało zrealizowane dopiero w 1823 r., po restauracji monarchii. W związku z powołaniem biskupstwa w 1854 r. rozpoczęto rozbudowę, która dobiegła końca w 1888 r. – dobudowane partie wzniesiono w stylu neogotyckim.
Najważniejszym obiektem zabytkowym w katedrze jest tryptyk Mistrza z Moulins z XVI w. i XI-wieczna figura Czarnej Madonny.